# سقوط نسر (رواية)
رواية سقوط نسر  (بالإنجليزية: The Fall of an Eagle)‏ هي رواية للكاتب الأسترالي جون كليري. نشرت عام 1956 .